# The Gift (ER)
The Gift is de elfde aflevering van het eerste seizoen van de televisieserie ER, die voor het eerst werd uitgezonden op 15 december 1994.

## Verhaal
Dr. Lewis krijgt een gezette en op leeftijd zijnde vrouw onder behandeling, na talloze tests om er achter te komen met wat er met haar aan de hand is blijkt zij zwanger te zijn. Dr. Lewis krijgt ook een persoonlijke dreun te verwerken, haar vriend Dr. Cvetic blijkt ineens ontslag te hebben genomen van het ziekenhuis en zijn appartement is ook verlaten. Tot overmaat van ramp komt haar zus Chloe met de mededeling dat zij zwanger is.
Dr. Benton krijgt een patiënt die niet meer te redden is en voordat hij toestemming heeft voor orgaandonatie van de familie, schakelt hij al een transplantatieteam in. Dit valt niet in goede aarde bij zijn leidinggevende.
Dr. Greene probeert een tiener te redden die aan een verdrinkingsdood dreigt te sterven. Hiernaast moet hij in al de drukte nog kerstinkopen doen, de vriendin van Ross biedt uitkomst.
Dr. Ross neemt het advies van Dr. Greene over en besluit Hathaway zijn gevoelens voor haar te vertellen. Helaas kiest hij een ongelukkig moment, op het verlovingsfeest van Hathaway en Dr. Taglieri.

## Rolverdeling

### Hoofdrol
- Anthony Edwards - Dr. Mark Greene
- George Clooney - Dr. Doug Ross
- Sherry Stringfield - Dr. Susan Lewis
- Kathleen Wilhoite - Chloe Lewis
- Eriq La Salle - Dr. Peter Benton
- CCH Pounder - Dr. Angela Hicks
- Malgorzata Gebel - Dr. Bogdana 'Bob' Lewinski
- Rick Rossovich - Dr. John 'Tag' Taglieri
- Matthew Robert Gottlieb - Dr. Ashley
- Noah Wyle - John Carter
- Julianna Margulies - verpleegster Carol Hathaway
- Conni Marie Brazelton - verpleegster Connie Oligario
- Yvette Freeman - verpleegster Haleh Adams
- Ellen Crawford - verpleegster Lydia Wright
- Deezer D - verpleger Malik McGrath
- Abraham Benrubi - Jerry Markovic

### Gastrol
- Andrea Parker - Linda Farrell
- Kevin Michael Richardson - Patrick
- Michael Bowen - vader van kind
- Cynthia Ettinger - Mrs. Powell
- Priscilla Pointer - Mrs. Abernathy
- Rosemary Clooney - Mary Cavanaugh / 'Madame X'
- Randee Heller - vrouw
- Rick Marzan - Camacho
- Paul Eiding - Kadalski
- Jason Edwards - kerstman
- Jeanette Miller - Flora
- Pamela Gordon - Regina

en vele andere